# Polymerizace s otevíráním kruhu

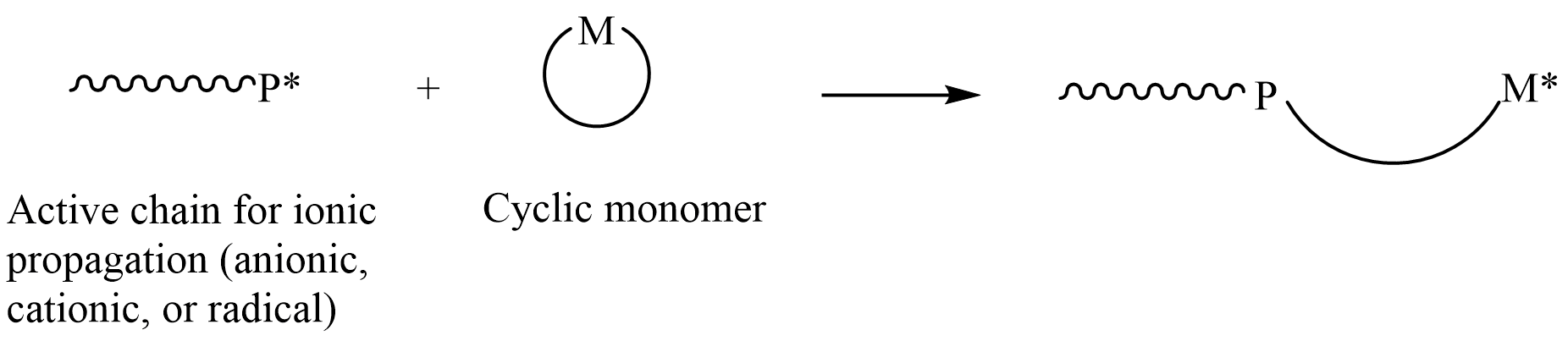
Obecná iontová propagace; propagující centrum může být radikálové, kationtové nebo aniontové.

Polymerizace s otevíráním kruhu je řetězcová polymerizace, při které se polymerní řetězec prodlužuje reakcemi s cyklickými monomery. Reaktivní centrum může být radikálové, aniontové, nebo kationtové povahy. Z některých cyklických monomerů, například norbornenu a cyklooktadienu, lze za katalýzy kovy získat polymery o vysokých molekulových hmotnostech. Jsou vhodné i pro přípravu biopolymerů.
Otevírání kruhu cyklických monomerů je často řízeno uvolněním kruhového napětí, změna entalpie při otevírání kruhu je záporná.

## Monomery
K cyklickým monomerům, které se mohou účastnit polymerizací s otevíráním kruhu, patří epoxidy, cyklické trisiloxany, laktony, laktidy, cyklické karbonáty a N-karboxyanhydridy aminokyselin a cykloalkeny s velkým kruhovým napětím, jako je norbornen.

## Historie
První polymerizace s otevíráním kruhu byly popsány na začátku 20. století; v roce 1906 byla provedena umělá syntéza peptidů a nedloouho poté byly tímto způsobem z anhydrosacharidů získány polysacharidy, například dextran, xanthan, welan, gelan, diutan a pullulan. Mechanismy a termodynamika polymerizací tohoto druhu byly nalezeny v 50. letech 20. století.
První vysokomolekulární polymery (o Mn až 105) byly polymerizacemi s otevíráním kruhu vytvořeny v roce 1976.
V průmyslu se tento druh polymerizace využívá například na výrobu nylonu 6.

## Mechanismy
Polymerizace s otevíráním kruhu mohou probíhat radikálově, aniontově, nebo kationtově.
Radikálové varianty jsou využitelné pro přípravu polymerů se zabudovanými funkčními skupinami, například etherovými, esterovými, amidovými, a karbonátovými, které nelze vytvořit běžnými postupnými polymerizacemi vinylových monomerů.

### Aniontové polymerizace s otevíráním kruhu

Obecný mechanismus aniontové polymerizace s otevíráním kruhu. Polarizované skupiny jsou znázorněny jako X-Y, kde atom X (obvykle uhlík) má působením skupiny Y (zpravidla kyslík, dusík či síra), která odtahuje elektrony, nedostatek elektronů. Nukleofil atakuje atom X, což vede k odštěpení Y-. Nově vytvořený nukleofil následně atakuje atom X další molekuly monomeru a tvorba polymeru pokračuje.

Aniontové polymerizace s otevíráním kruhu jsou iniciovány nukleofilními činidly. Tímto způsobem se polymerizují tříčlenné cykly, jako jsou epoxidy, aziridiny a episulfidy.
Příkladem reakce může být polymerizace ε-kaprolaktonu, iniciovaná alkoxidem.

### Kationtové polymerizace s otevíráním kruhu
Při kationtových polymerizacích s otevíráním kruhu se využívají kationtové iniciátory a vznikají kationtové meziprodukty. K cyklickým sloučeninám polymerizovaným tímto mechanismem patří laktony, laktamy, aminy a ethery. Propagace je řetězcová a může probíhat SN1 nebo SN2 mechanismem. Na mechanismus má vliv stabilita vznikajících kationtů; pokud je kladně nabitý atom stabilizován skupinou dodávající elektrony, tak bude převažovat SN1 mechanismus; náboj se vytváří na heteroatomu.

Výroba elastanu

Monomery lze aktivovat Brønstedovými kyselinami, karbeniovými nebo oniovými ionty, nebo kationty kovů.
Kationtové polymerizace s otevíráním kruhu lze provádět jako živé a terminovat nukleofily, jako jsou fenoxy anionty, fosfiny, nebo polyanionty. Po vyčerpání monomeru může nastat vnitromolekulární nebo mezimolekulární terminace. Aktivní konec může propojit několik cyklů a vytvořit tak makrocyklus. Může také proběhnout přenos alkylového řetězce, kdy je aktivní konec deaktivován přenosem alkylové skupiny na jinou polymerní molekulu.

### Polymerizace metatezí s otevíráním kruhu
Polymerizace metatezí s otevíráním kruhu vytváří nenasycené polymery z cykloalkenů a bicykloalkenů; nutné jsou při nich organokovové katalyzátory.
Mechanismus polymerizací metatezí s otevíráním kruhu je podobný jako u metatezí alkenů. Iniciace spočívá v koordinaci cykloalkenu na alkylidenový komplex kovu, po kterém následuje [2+2] cykloadice, jíž vzniká metalacyklobutanový meziprodukt, který se přeměňuje na nový alkyliden.

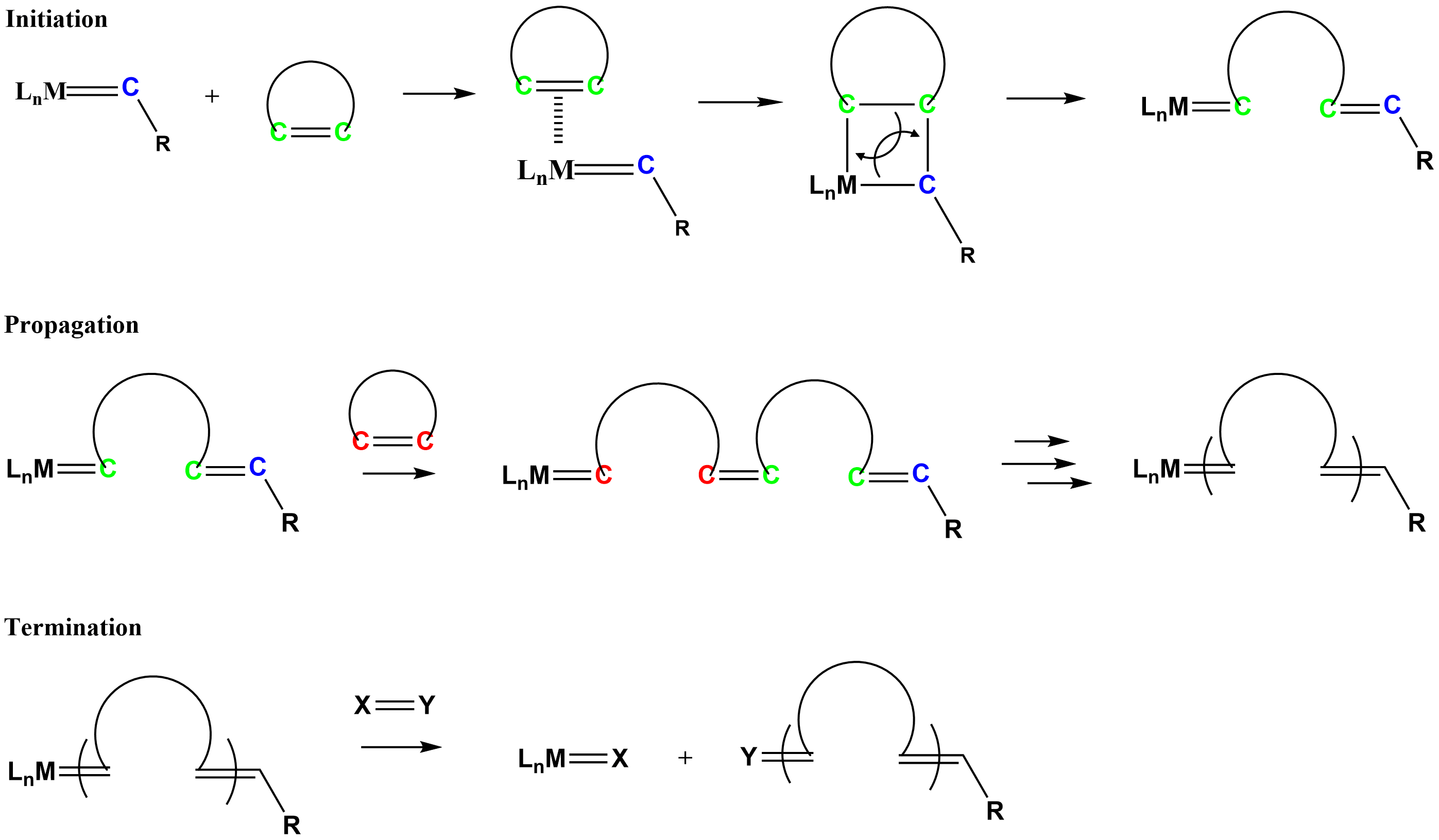
Obecný mechanismus polymerizace metatezí s otevíráním kruhu

K významným nenasyceným polymerům vyráběným polymerizací metatezí s otevíráním kruhu patří Norsorex (polynorbornen), Vestenamer (polycyklookten) a Metton (polycyklopentadien).

## Termodynamika
Gibbsova volná energie polymerizace se dá vyjádřit jako:
{\displaystyle \Delta G_{p}(xy)=\Delta H_{p}(xy)-T\Delta S_{p}(xy)}
kde x označuje monomer a y polymer (x a/nebo y = l (kapalina), g (plyn), c (amorfní pevná látka), c’ (krystalická pevná látka), s (roztok)), ΔHp(xy) a ΔSp(xy) jsou odpovídající entalpie (v jednotce joule) a entropie (joule na kelvin) polymerizace a T je absolutní teplota (v kelvinech).
Volná entalpie polymerizace (ΔGp) může být vyjádřena pomocí součtu standardní entalpie polymerizace (ΔGp°) a parametru zahrnujícího okamžitou koncentraci monomeru i narůstajícího polymeru:
{\displaystyle \Delta G_{p}=\Delta G_{p}^{\circ }+RT\ln {\frac {[...-(m)_{i+1}m^{\ast }]}{[M][...-(m)_{i}m^{\ast }]}}}
kde R je molární plynová konstanta, M monomer, (m)i monomer v původním stavu, a m* aktivní monomer. Podle Floryovy–Hugginsovy teorie roztoku reaktivita aktivního centra, nacházejícího se na dostatečně dlouhé makromolekule, nezáleží na jejím stupni polymerizace a skutečnosti, že ΔGp° = ΔHp° - TΔSp° (kde ΔHp° je standardní entalpie a ΔSp° standardní entropie polymerizace), vychází:
{\displaystyle \Delta G_{p}=\Delta H_{p}^{\circ }-T(\Delta S_{p}^{\circ }+R\ln[M])}
Při dosažení rovnováhy (ΔGp = 0), kdy je polymerizace hotová, lze koncentraci monomeru ([M]eq) vyjádřit pomocí standardních parametrů polymerizace (ΔHp° a ΔSp°) a teploty při reakci:
{\displaystyle [M]_{eq}=e^{{\frac {\Delta H_{p}^{\circ }}{RT}}-{\frac {\Delta S_{p}^{\circ }}{R}}}}
{\displaystyle \ln {\frac {DP_{n}}{DP_{n}-1}}[M]_{eq}={\frac {\Delta H_{p}^{\circ }}{RT}}-{\frac {\Delta S_{p}^{\circ }}{R}}}
{\displaystyle [M]_{eq}={\frac {DP_{n}-1}{DP_{n}}}e^{{\frac {\Delta H_{p}^{\circ }}{RT}}-{\frac {\Delta S_{p}^{\circ }}{R}}}}
Polymerizace může probíhat pouze tehdy, když je [M]0 větší než [M]eq. Teplota, při které je [M]eq rovno [M]0 a postup polymerizace se tak zastaví, se nazývá teplota depolymerizace a značí (Tc);
{\displaystyle T_{c}={\frac {\Delta H_{p}^{\circ }}{\Delta S_{p}^{\circ }+R\ln[M]_{0}}};(\Delta H_{p}^{\circ }<0,\Delta S_{p}^{\circ }<0)}
{\displaystyle T_{f}={\frac {\Delta H_{p}^{\circ }}{\Delta S_{p}^{\circ }+R\ln[M]_{0}}};(\Delta H_{p}^{\circ }>0,\Delta S_{p}^{\circ }>0)}
například tetrahydrofuran se nemůže polymerizovat za teploty nad 84 °C a cyklooktasíra (S8) pod 159 °C. U většiny monomerů dochází při polymerizaci ke snížení entropie. Taková polymerizace je termodynamicky možná pouze tehdy, když převáží vliv entalpie na ΔGp (jestliže ΔHp° < 0 a ΔSp° < 0, tak musí být splněna nerovnost |ΔHp| > -TΔSp). Čím větší je kruhové napětí tím menší je tak koncentrace monomeru při dosažení rovnováhy.